# Pick-by-Motion
Pick-by-Motion ist eine Technik zur Kommissionierung, also zur Zusammenstellen von bestimmten Teilmengen in der Lagerlogistik. Dieses System ermöglicht eine gestengesteuerte Kommissionierung.

## Funktion
Bei Pick-by-Motion werden die Greifbewegungen des Lagerarbeiter (Kommissionierer) per Kamera überwacht. Hierbei werden Gesten wie z. B. „Daumen hoch“ als „OK“ und „Daumen runter“ als Korrektur z. B. zur Reduzierung der Pickmenge übertragen. Auf diese Weise bleiben die Hände beim Kommissionieren frei, Dialoge werden in der Regel durch Handbewegungen gesteuert. Das patentierte Verfahren zur effizienten Quellentnahme und Zielabgabe erlaubt mehr als 300 Picks pro Stunde und weist besonders niedrige Fehlerquoten auf.